# Яменець
Я́менець — село в Україні, в Звягельському районі Житомирської області. Населення становить 123 осіб. Входить до складу Ємільчинської селищної громади.

## Історія
До 1939 року слобода Єминець в урочищі Яменець Емільчинської волості Новоград-Волинського повіту Волинської губернії.
5 листопада 1921 р. під час Листопадового рейду через Яменець проходила Волинська група (командувач — Юрій Тютюнник) Армії Української Народної Республіки.